# Diego Rougier
Diego Rougier (Buenos Aires, 21 de marzo de 1970) es un director y guionista argentino de cine y televisión, conocido por dirigir el exitoso sitcom chileno Casado con hijos.

## Biografía
En 1992 se convirtió en uno de los gestores del canal musical Much Music, del que fue su productor y director durante tres años.
Su carrera como director de videoclips la comenzó realizando unos 80 videos en distintos países de Latinoamérica. Trabajó con artistas como Enrique Iglesias, Mercedes Sosa, Bee Gees y Charly García.
Dirigió varios programas en su patria, donde ganó el Premio Martín Fierro por la teleserie Costumbres argentinas de Telefe.
A partir de 2004 se radica definitivamente en Chile, donde dirige Bienvenida realidad (TVN) y Tiempo final: en tiempo real, que también escribe. Al año siguiente realizó en Mega, entre otros trabajos, el sitcom Casado con hijos, La Nany y La Colonia.
Debutó como director de largometraje en 2010 con Sal, protagonizado por Fele Martínez, Javiera Contador, Patricio Contreras y Gonzalo Valenzuela. La película, que se convirtió en el primer western en la historia del cine chileno, ganó la primera edición del festival neoyorquino First Time Fest 2013; además, recibió el premio a la mejor fotografía (David Bravo), SAL es una de las películas más premiadas de la década, con más de 61 premios en Festivales Internacionales.[cita requerida]
Dirige la versión chilena de la serie Familia moderna en Mega, que se emitió en 2016.
En teatro ha escrito y dirigido obras como "La Familia Ante Todo" (2010), "En Terapia" (2011/2015), "Soy Un Desastre" (2016), entre otras.
Su segundo largometraje Alma estrenado en septiembre de 2015, fue la segunda película nacional más visto. Recibió una veintena de premios en Festivales Internacionales y se estrenó también en Argentina y México.[cita requerida]
"Alma"(2015) y "Se Busca Novio para mi mujer"(2017) ambos los films nacionales más visto del año.
Produce además los largometrajes: “Génesis Nirvana” (2015), “Implosión”(2020) Mejor película Bafici 2021, “El Cuento del Tio”(2021), “Karnawal” estrenada en el TIFF 2020, ganadora “mejor película en Sanfic 2021”, “Mejor película Iberoamericana”, Festival de Málaga 2021, ganadora de 2 premios Platino 2022 incluyendo “Mejor Opera Prima Iberoamericana”. 
En 2022 Escribe y dirige la comedia Familiar, Amazon Originals “Desconectados”, nominada a Mejor Comedia Iberoamericana, Premios Platino 2023 y ganadora de 20 premios en Festivales de Cine Internacionales.
Ha producido y dirigido una nueva temporada de la exitosa sitcom “Casado con Hijos” (2023), para MEGA, SONY y PRIME Video.
En 2024 prepara un nuevo largometraje, una comedia familiar.

## Filmografía

### Cine
- Demasiado joven (corto, 2007)
- Debut y despedida (corto, 2008)
- Escorbo (corto, 2009)
- Otro domingo (corto 2010)
- Sal (2011)
- Alma (2015)
- Se busca novio... para mi mujer (2017)
- Desconectados (2022)
- Desconectados 2: Reconectados (2025)

### Televisión
| Año       | Título                       | Canal    | Rol                             | Notas                               |
| --------- | ---------------------------- | -------- | ------------------------------- | ----------------------------------- |
| 2003      | Costumbres argentinas        | Telefe   | Director                        | Premio Martín Fierro                |
| 2004      | Bienvenida realidad          | TVN      | Director                        |                                     |
| 2004-2005 | Tiempo final: en tiempo real | TVN      | Director y guionista            | Adaptación de Tiempo final          |
| 2005      | El aval                      | TVN      | Director y guionista            |                                     |
| 2005-2006 | La Nany                      | Mega     | Director y guionista            | Adaptación de The Nanny             |
| 2006      | La otra cara del espejo      | Mega     | Guionista                       |                                     |
| 2006-2008 | Casado con hijos             | Mega     | Director y guionista            | Adaptación de Married with Children |
| 2008      | Camara Café                  | Mega     | Director y guionista            | Adaptación de Camera Café           |
| 2009      | Mundos paralelos             | UCV      | Guionista                       |                                     |
| 2010      | Adiós al séptimo de línea    | Mega     | Director                        |                                     |
| 2010-2011 | La colonia                   | Mega     | Director y guionista            |                                     |
| 2011      | El barco                     | LivTV    | Director, guionista y productor |                                     |
| 2013      | Desfachatados                | Mega     | Director y guionista            |                                     |
| 2013      | Familia moderna              | Mega     | Director                        | Adaptación de Modern Family         |
| 2018      | La reina de Franklin         | Canal 13 | Director                        |                                     |

## Premios y nominaciones
- Martín Fierro 2003: Mejor comedia (Costumbres argentinas)
- Gran Premio del First Time Fest 2013 (Nueva York)

Nominaciones
- Premios Altazor: Mejor guion de televisión (Casado con hijos)